# Waterville Valley
Waterville Valley – miejscowość w USA, położona w środkowej części stanu New Hampshire, u podnóży Appalachów.

## Sport
Znajduje się tutaj ośrodek narciarski Waterville Valley Resort, w którym znajdują się 52 trasy, z których: 20% przeznaczone jest dla początkujących, 60% dla średnio-zaawansowanych i 20% dla zaawansowanych. Trasy obsługiwane są przez 12 wyciągów.
W przeszłości rozgrywano tu zawody Pucharu Świata w narciarstwie alpejskim.